# Siggarpsån
Siggarpsån är ett vattendrag i Blekinge, som mynnar i Matviken strax öster om Matvik. VISS delar ån i två delar, Hällarydsån som är åns sydligaste fyra kilometer av sträckningen och sexton kilometer norr om sammanflödet med Klockarebäcken som kallas Valbäcken - Björkesjöbäcken - Gamslebäcken. Siggarpsån är egentligen namnet på den andra sydligaste sträckningen, längre norrut kallas ån även Boddestorpsån eller Trensumsån.
Utefter åns sydligare sträckning har funnits flera lertag och sandtag. I början av 1900-talet när stenhuggeriverksamheten tog fart i Blekinge hade byarna Boddestorp och Siggarp sina lastageplatser för utlastning av sten i ån.